# Adilson Rodrigues
José Adilson Rodrigues dos Santos, conegut esportivament com a Maguila (Aracaju, Sergipe; 12 de juny de 1958 - Itu, São Paulo; 24 d'octubre de 2024) va ser un boxador professional brasiler que va competir entre 1983 i 2000. Va ser repetidament campió brasiler i sud-americà de boxa en la categoria de pes pesant, campió de les Amèriques pel Consell Mundial de Boxa (1986), i campió del món per la Federació Mundial de Boxa (1996). Va mantenir el títol sud-americà durant 14 anys consecutius, de 1986 fins a la seva retirada.
Amb 14 anys, va migrar a São Paulo, on va treballar en la construcció. Va començar a fer boxa als 17 anys, però no va començar a despuntar fins a començaments de la dècada del 1980, quan va ser fitxat pel representant i periodista Luciano do Valle. Va rebre el malnom racista de "Maguila" a causa de la seva semblança amb la grandària física del personatge de dibuixos animats Maguila Goril·la, de Hanna-Barbera. Va acabar la seva carrera professional el 29 de febrer de 2000, després de perdre per knockout davant Daniel Frank.
El seu historial final va ser de 77 victòries (61 KO), 7 derrotes i 1 empat. Entre les victòries més importants de la seva carrera, es recorden els combats contra James Smith, James Tillis, Alfredo Evangelista (campió europeu dels pesants) i l'argentí Daniel Falconi. De les escasses derrotes patides, destaquen les sofertes contra les grans estrelles de la boxa estatunidenca, Evander Holyfield i George Foreman. És considerat el major pes pesant de la història del Brasil i el més carismàtic dels boxadors del país sud-americà.
L'any 2010, va ser-li diagnosticada la malaltia d'Alzheimer. El 2013, més proves van revelar que patia demència pugilística, una malaltia neurodegenerativa que es troba en persones que han patit múltiples traumatismes al cap. El 24 d'octubre de 2024, va morir en una residència geriàtrica a la ciutat paulista d'Itu, on es trobava internat des de 2017. El seu decés es va produir als 66 anys, pels problemes derivats per l'encefalopatia traumàtica crònica.